# Lythrum americanum
Lythrum americanum är en fackelblomsväxtart som beskrevs av Philip Miller. Lythrum americanum ingår i släktet fackelblomstersläktet, och familjen fackelblomsväxter. Inga underarter finns listade i Catalogue of Life.